# Novoliubivka, Kreminna
Novoliubivka (în ucraineană Новолюбівка) este un sat în comuna Nevske din raionul Kreminna, regiunea Luhansk, Ucraina.

## Demografie
Componența lingvistică a localității Novoliubivka
     Ucraineană (98,99%)
     Rusă (1,01%)
Conform recensământului din 2001, majoritatea populației localității Novoliubivka era vorbitoare de ucraineană (98,99%), existând în minoritate și vorbitori de rusă (1,01%).